# Marmara guilandinella
Marmara guilandinella är en fjärilsart som beskrevs av August Busck 1900. Marmara guilandinella ingår i släktet Marmara och familjen styltmalar. Inga underarter finns listade i Catalogue of Life.